# Камилица
Камилица (лат. Matricaria chamomilla), у народу још позната и као раменак, титрица, прстенак, попадија, боливач, милица-трава, миланка, гамилица, камил-теј, кокошњак, царев цвет, горчак, ситна бела рада, биљка је из породице главочика (Asteraceae) и једна од најпознатијих лековитих биљака присутна у скоро сваком домаћинству.
Најлековитији су цветови сакупљени у главичасте цвасти. Садрже етерично уље које им даје пријатан мирис, па употреба чаја од ове биљке, осим лековитости, представља и право задовољство и освежење. За индустријске потребе се гаји, нарочито у Војводини, на земљиштима ниже категорије.
Постоји велики број регистрованих препарата чији је састојак камилица (на тржишту западне Европе око 150).
Главна лековитост ове биљке огледа се у лечењу желудачно-цревних болести (гастритис, ентеритис, надимања, грчеви, колитис), неуродепресија и обољења материце). Споља се употребљава против упала коже и слузокоже, за инхалацију, купке и слично јер поседује добра антибактеријска, антивирусна и фунгицидна дејства.